# بیاو دونایتس
بیاو دونایتس (به لهستانی:  Biały Dunajec) یک روستا در لهستان است که در گمینا بیاو دونایتس واقع شده‌است. بیاو دونایتس ۴٬۲۰۰ نفر جمعیت دارد.